# Watt per méter-kelvin
A watt per méter-kelvin a hővezetési tényező mértékegysége [W/mK]. Az anyag hővezető képességét jellemzi adott hőmérsékleten.  (Minél kisebb az érték, annál jobb a hőszigetelő képessége). Az érték például nedvességfelvétel hatására nő. 
Másképpen [J/(m·°C·s)].
1 joule per méter-kelvin secundum = 1 J/mKs = 1 N·K−1·s−1
'λ' J energia 1 m távolságra 1 K/°C hőmérsékletkülönbség hatására 1 másodperc alatt ér át az adott szakaszon. ('λ' anyagfüggő)